# Arte 1
Arte 1 é um canal de televisão por assinatura brasileiro operado pelo Grupo Bandeirantes de Comunicação. Foi inaugurado no dia 1 de dezembro de 2012 e exibe conteúdos sobre arte, música e documentários e filmes. O Arte 1 Play, serviço de Streaming do canal foi lançado em 2018, e em 2020 foi também disponibilizado no Looke.

## Programas
- Arte 1 na Dança - Os espetáculos de dança e companhias mais importantes do Brasil e do mundo.
- Arte 1 na Mira - Espaço dedicado aos jovens talentos das artes.
- Arte 1 Visual - Um panorama sobre as artes visuais.
- Arte 1 Nacional - Traz os destaques do cinema brasileiro contemporâneo.
- Bio Arte 1 - As biografias dos nomes mais importantes da arte.
- Estilo Arte 1 - Revista semanal com as novidades e tendências de consumo no Brasil e no Mundo: moda, design, gastronomia e bem-estar.
- Arte 1 Apresenta - Os eventos especiais da programação, gravados nos principais teatros e casas de Espetáculo do Brasil e do Mundo.
- Arte 1 in Concert - Música de alta qualidade em shows e concertos de artistas brasileiros e estrangeiros: Jazz, Blues, MPB, Ópera e música clássica.
- Arte 1 Documenta - Uma seleção de documentários exibidos em mostras especializadas no Brasil e no Mundo.
- Primeira Vez Arte 1 - Espaço onde os artistas contam como começaram suas carreiras.
- Arte 1 ComTexto - Programa sobre o universo literário.
- Lista Arte 1 - Espaço onde artistas escolhem 5 destaques de cada área.
- Autorretrato Arte 1 - Espaço onde os artistas registram seu dia-dia com uma câmera de vídeo.
- Inspirações Arte 1 - programa em que os artistas falam sobre a relação com a obra de outros artistas.
- Arte 1 Multiplex - Tudo sobre a sétima arte e os últimos lançamentos nos cinemas do país: making of's, trailers e entrevistas.
- Cine Clube Arte 1 - Os destaques nos principais festivais brasileiros e estrangeiros, com as revelações do cinema de arte contemporâneo.
- Cine Clube Clássicos Arte 1 - Os filmes que marcaram a história do cinema de arte brasileiro e internacional.
- Arte 1 em Série - Grandes obras da literatura mundial e clássicos brasileiros em produções para a televisão.
- Arte 1 Estilo Shots - Boletins diarios com as novidades e tendências de consumo no Brasil e no Mundo.
- Arte 1 em Movimento - Boletins diarios com as novidades e tendências das artes no Brasil e no Mundo.
- Conexão Arte 1 - Uma seleção de programas dos mais importantes acervos brasileiros e estrangeiros.
- Magazine Arte 1 - Programa com matérias culturais produzidas pelo The New York Times.
- Arte Na Fotografia - Um reality show no qual os mentores Claudio Feijó e Eder Chiodetto acompanham a jornada de seis participantes em episódios com diferentes temas fotográficos, em um desafio de técnica e sensibilidade.